# João Jório
João Jório (Rio de Janeiro, 29 novembre 1886 – ...) è stato un pallanuotista e canottiere brasiliano.
È stato membro del Brasile di pallanuoto che ha partecipato ai Giochi di Anversa 1920, classificandosi al quarto posto.
Al torneo olimpico ad Anversa, la prima volta che il Brasile partecipò ai Giochi, ha partecipato anche con il canottaggio, alla gara del Quattro con.